# Scarweather
 (août 2018).
Le Scarweather est un bateau-phare construit en 1947 au Royaume-Uni. Il fut le dernier mis en chantier.
Il a été désarmé en 1989 et tiré par le remorqueur Ardneil jusqu'au Port-Rhu de Douarnenez en 1991. Il appartient depuis au Port-musée de Douarnenez.

## Histoire
Le Scarweather était mouillé au large de Bristol sur les bancs Scarwearther, au sud de la baie de Swansea au pays de Galles, qui sont devenus un parc éolien. Il portait le numéro 4. La portée du feu était de 12 milles (22 km). Sa lanterne, composée de 8 ampoules de 350 watts chacune, était alimentée par des groupes électrogènes situés dans la salle des machines. Le bateau était aussi équipé d'une corne de brume pneumatique.
N'étant pas motorisé, le bateau-feu était positionné et maintenu par trois grosses ancres manœuvrées par les guindeaux de pont. L'ancre principale pesait 3 tonnes et était fixée à une chaîne longue de 360 m. Les deux ancres de secours pesaient 1,2 tonne sur des chaînes de 375 m.
L'équipage était composé de deux équipes d'une dizaine d'hommes travaillant quatre semaines de suite en alternance. Seul le commandant était autorisé à se servir des transmissions radio.

## Port-Musée de Douarnenez
Le Scarweather fut la première acquisition du Port-Musée en 1992 sous l'ancienne appellation Musée du bateau.
En 2008, il a été remorqué jusqu'au slipway du Port-Rosmeur  pour une inspection détaillée de la coque. Il a subi de légers travaux : suppression de la rouille, remise en état avec trois couches de résine époxy et d'une nouvelle couche de peinture rouge en attendant une réelle restauration.